# Mạng diện rộng
Mạng diện rộng (tiếng Anh: wide area network, viết tắt WAN) là mạng dữ liệu được tạo ra bởi Bộ Quốc phòng Hoa Kỳ để kết nối giữa các mạng đô thị (mạng MAN) giữa các khu vực địa lý cách xa nhau. Xét về quy mô địa lý, GAN (global area network) có quy mô lớn nhất, sau đó đến mạng WAN và mạng LAN.

## Các tổ chức xây dựng WAN
- Các tổ chức tiêu chuẩn quốc tế xây dựng mạng WAN bao gồm ITU-T, ISO, IETF, EIA, TIA. Xem bảng sau:
- Các tiêu chuẩn WAN thường mô tả các yêu cầu đối với lớp vật lý và lớp liên kết dữ liệu, bao gồm việc đánh địa chỉ vật lý, điều khiển luồng (flow control) và đóng gói (encapsulation).

## Mô hình mạng
Trong mô hình tham chiếu OSI, WAN hoạt động từ lớp 3 (lớp mạng) trở xuống, bao gồm lớp 1 (lớp vật lý).

## Các thiết bị mạng WAN
Các thiết bị sử dụng cho mạng WAN gồm có router, wan switch, modem (CSU/DSU), access server (server giao tiếp).

## Ứng dụng
WAN được sử dụng cho các mạng dùng riêng point-to-point, sử dụng trong các mạng chuyển mạch gói (X.25, frame relay), chuyển mạch kênh (ATM, ISDN).

## Các giao thức đường truyền
Các giao thức đường truyền phổ biến sử dụng cho mạng WAN gồm: 
- PPP (point-to-point protocol): sử dụng cho các kết nối dialup (quay số).
- HDLC (high-level data link control): sử dụng cho các mạng point-to-point dành riêng.
- LAPD (link access procedure D channel): sử dụng cho các mạng ISDN kênh D (D Channel).
- LAPB (link access procedure balanced): sử dụng cho mạng chuyển mạch gói X.25.
- LAPF (link access procedure frame): sử dụng cho mạng chuyển mạch gói Frame relay.

## Các dạng mạng WAN
- ATM
- Cable modem
- Dial-up
- DSL
- Frame relay
- ISDN
- Leased line
- X.25